# Selbyville
Selbyville és una població dels Estats Units a l'estat de Delaware. Segons el cens del 2000 tenia 1.645 habitants.

## Demografia
Segons el cens del 2000, Selbyville tenia 1.645 habitants, 615 habitatges, i 439 famílies. La densitat de població era de 453,7 habitants/km².
Dels 615 habitatges en un 28,3% hi vivien nens de menys de 18 anys, en un 51,9% hi vivien parelles casades, en un 14% dones solteres, i en un 28,6% no eren unitats familiars. En el 24,6% dels habitatges hi vivien persones soles el 13,8% de les quals corresponia a persones de 65 anys o més que vivien soles. El nombre mitjà de persones vivint en cada habitatge era de 2,67 i el nombre mitjà de persones que vivien en cada família era de 3,05.
Per edats la població es repartia de la següent manera: un 24,3% tenia menys de 18 anys, un 7,7% entre 18 i 24, un 28,7% entre 25 i 44, un 21,7% de 45 a 60 i un 17,6% 65 anys o més.
L'edat mediana era de 37 anys. Per cada 100 dones de 18 o més anys hi havia 95,8 homes.
La renda mediana per habitatge era de 36.250 $ i la renda mediana per família de 41.522 $. Els homes tenien una renda mediana de 25.368 $ mentre que les dones 20.660 $. La renda per capita de la població era de 16.965 $. Aproximadament el 10,6% de les famílies i l'11,7% de la població estaven per davall del llindar de pobresa.

## Poblacions més properes
El següent diagrama mostra les poblacions més properes.